# La Bible au féminin, tome 1 : Sarah
 (juin 2013).
Si vous disposez d'ouvrages ou d'articles de référence ou si vous connaissez des sites web de qualité traitant du thème abordé ici, merci de compléter l'article en donnant les références utiles à sa vérifiabilité et en les liant à la section « Notes et références ».
La Bible au féminin, tome 1 : Sarah est un roman de Marek Halter publié le 23 octobre 2003 aux Éditions Robert Laffont.

## Résumé
Il y a quatre mille ans, la jeune aristocrate sumérienne Saraï de Ur saigne enfin du sang des épouses. Elle est prête à être mariée. C'est du moins ce que tous semblent avoir décidé pour elle depuis longtemps.
Au travers cette saga biblique, le romancier nous rapproche de celle dont on sait tant et si peu. Sa beauté éternelle, son incapacité à enfanter... Mais qui était-elle vraiment ? Quelle était sa vie ?

## Série
- 2004 : La Bible au féminin, tome 2 : Tsippora  (ISBN 2-221-09587-1)
- 2005 : La Bible au féminin, tome 3 : Lilah  (ISBN 2-266-14616-5)